# جوزيف كولي
جوزيف كولي (بالسويدية: Joseph Colley)‏ هو لاعب كرة قدم سويدي، ولد في 29 أبريل 1999.